# Darren Law
Darren Law, né le 4 avril 1968 à Toronto, (Ontario), est un pilote automobile américain né au Canada.
Il participe aux championnats ALMS avec l'écurie Flying Lizard Motorsports et Grand-Am avec le Brumos Racing.

## Palmarès
- Vainqueur des Rolex Sports Car Series dans la catégorie GT en 2001
- Vainqueur des 24 Heures de Daytona en 2009 avec Brumos Racing (en)
- Vainqueur des 6 Heures de Watkins Glen en 2012 avec Action Express Racing

## Résultats aux 24 Heures du Mans
| Année | Voiture                   | Équipe                    | Équipiers                      | Résultat |
| ----- | ------------------------- | ------------------------- | ------------------------------ | -------- |
| 2009  | Porsche 911 GT3 RSR (997) | Flying Lizard Motorsports | Jörg Bergmeister / Seth Neiman | Abandon  |
| 2010  | Porsche 911 GT3 RSR (997) | Flying Lizard Motorsports | Jörg Bergmeister / Seth Neiman | Abandon  |
| 2011  | Porsche 911 GT3 RSR (997) | Flying Lizard Motorsports | Spencer Pumpelly / Seth Neiman | Abandon  |